# جون مكيوين

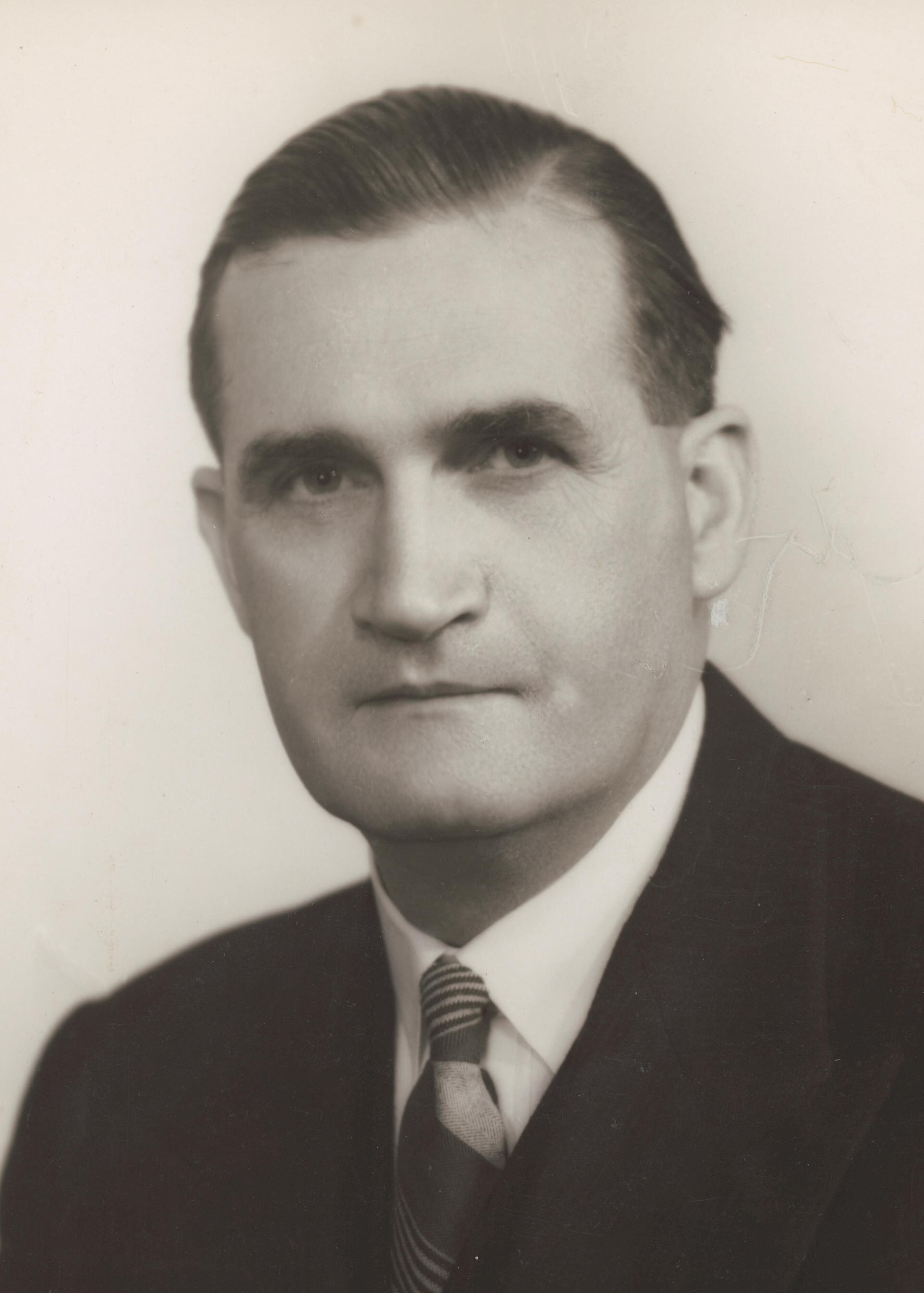
السير جون مكيوين سنة 1950.

السير جون مكيوين، حامل وسام القديس ميخائيل والقديس جرجس ووسام رفقاء الشرف، (29 مارس 1900 - 20 نوفمبر 1980) هو سياسي أسترالي شغل منصب رئيس وزراء أستراليا الثامن عشر من 1967 إلى 1968 بصفته وصيًا بعد اختفاء هارولد هولت. تولى زعامة حزب البلاد من 1958 إلى 1971.
ولد مكيوين في تشيلترن بفيكتوريا. أصبح يتيمًا في سن السابعة من عمره ونشأ مع جدته في وانغاراتا ثم انتقل إلى داندينونغ. ترك مكيوين المدرسة عندما كان في الثالثة عشرة من عمره وانضم إلى الجيش الأسترالي في سن الثامنة عشر، إلا أن الحرب انتهت قبل أن تُنقل وحدته إلى الخارج. بيد أنه كان مؤهلا لمشروع استيطان الجنود، اختار العيش في عقار في ستانهوب. أنشأ مزرعة ألبان، واشترى فيما بعد عقارًا أكبر للزراعة وتربية قطيع من الماشية.
انتُخب مكيوين لعضوية مجلس النواب في الانتخابات الاتحادية لعام 1934، وذلك عقب العديد من الترشيحات السابقة غير الناجحة. حصل مكيوين على ترقيته الأولى من جوزيف ليون ليصبح عضوًا في عام 1937. أصبح مكيوين نائب زعيم حزب البلاد في عام 1940، بإدارة آرثر فادن. حل محل فادن قائدًا للحزب في عام 1958، وبقي في منصبه إلى أن تقاعد من السياسة في عام 1971. عمل في البرلمان لمدة 36 عامًا مجملًا، وأمضى 25 عامًا في منصب وزير حكومي.
عاد ائتلاف الدولة الليبرالي إلى السلطة في عام 1949، بإدارة روبرت مينزيس ثم تلاه هارولد هولت. أصبح لمكيوين تأثير كبير على السياسة الاقتصادية، ولا سيما في مجالات الزراعة والصناعة التحويلية والتجارة. عندما توفي هولت وهو ما يزال في منصبه في ديسمبر 1967، جرى تكليف مكيوين بمنصب رئيس الوزراء المؤقت وانتخب الحزب الليبرالي زعيمًا جديدًا. كان عمر مكيوين آنذاك 67 عامًا، وهو أكبر شخص يصبح رئيسًا للوزراء في أستراليا والثالث من أعضاء حزب البلد. تنازل مكيوين عن السلطة لجون غورتون بعد 23 يومًا في منصبه، وتقديرًا لخدمته، جرى تعيينه نائبًا لرئيس الوزراء، وتلك هي المرة الأولى التي يُستحدث فيها هذا المنصب رسميًا. كانت فترة خدمته كرئيس للوزراء ثالث أقصر مدة، بعد إيرل بيج وفرانك فوردي. بقي نائبًا لرئيس الوزراء إلى أن تقاعد من السياسة في عام 1971.

## نشأته

### ولادته وعائلته
ولد مكيوين في 29 مارس 1900، في منزل والديه في تشيلترن بفيكتوريا. والداه هما إيمي إيلين بورتر وديفيد جيمس مكيوين. ولدت والدته في فيكتوريا، وتنحدر من أصول إنجليزية وأيرلندية. ينحدر والده من أصل أولستر الأسكتلندية، وولد في ماونتنوريس بمقاطعة أرماغ (أيرلندا الشمالية في الوقت الحاضر). عمل صيدليًا، وعمل كذلك لفترة في مجلس بلدي شيلترن شاير. كان اسم العائلة في الأصل «ماكيوين» وجرى تغييره بعد وصول ديفيد مكيوين إلى أستراليا في عام 1889.

### طفولته
في مذكراته، ذكر مكيوين أنه يكاد لا يتذكر شيئًا عن والديه. توفيت والدته بسبب إصابتها بمرض في الرئة في مارس 1902، قبل عيد ميلاده الثاني مباشرة، وأنجبت إيمي قبل بضعة أشهر من وفاتها. كانت الثانية من بين زوجات والده الثلاث، وكان لمكيوين ثلاثة إخوة غير أشقاء –غلاديس وإيفلين وجورج. بعد وفاة والدتهما، تولى ديفيد تربية جون وشقيقته، وكانوا يقطنون في الغرفة المتواجدة خلف الصيدلية. توفي والدهما بسبب التهاب السحايا في سبتمبر 1907، عندما كان جون في السابعة من عمره. جرى إرسال جون وإيمي للعيش مع جدتهما الأرملة، نيلي بورت، بينما ذهب أخوهما غير الشقيق الأصغر للعيش مع والدته في ملبورن. لم يعيشا قط مع أخوتهم الأكبر سنًا، الذين أُرسلوا للعيش في منزل لرعاية الأطفال عند وفاة أمهم في 1893.
أدارت جدة مكيوين سكنًا داخليًا في وانغاراتا. نشأ في بيئة وصف أحوالها «بالاقتصادية والجيدة»، وفي عام 1912، انتقلا مع جدتهما إلى داندينونغ، في ضواحي ملبورن. التحق مكيوين بمدارس حكومية في وانغاراتا وداندينونغ حتى سن الثالثة عشرة، عندما بدأ العمل لدى شركة روكي وتومبسيت وشركاه، وهي شركة لصناعة العقارات في وسط ملبورن. عمل في البداية عاملًا في وحدة التحويلات الهاتفية، وتقاضى 15 شلنًا في الأسبوع. التحق مكيوين بمدرسة ليلية في براران، وفي عام 1915، نجح في امتحان الخدمة العامة في الكومنولث وبدأ العمل كاتبًا مبتدئًا في مكتب مساعد النائب العام للحكومة الأسترالية. كان رئيسه المباشر هناك فريد وايتلام، والد أحد رؤساء وزراء أستراليا اللاحقين، غوف وايتلام.

### جندي مستوطن
مع استمرار الحرب العالمية الأولى، قرر مكيوين الالتحاق بالجيش عندما بلغ الثامنة عشرة من عمره. التحق ببرنامج مجندي الجيش الأسترالي وأتم دورة في البحرية الملكية الأسترالية في الإبراق اللاسلكي، على أمل التأهل إلى كلية دونترون العسكرية الملكية التي افتُتحت حديثًا. نجح في امتحان القبول، ولكنّه اختار أن يتجنّد في القوات الإمبراطورية الأسترالية، وذلك ليجري نقله إلى الخارج في وقت أقرب. انتهت الحرب قبل أن تُنقل وحدته إلى الخارج. على الرغم من خدمته القصيرة، كان مكيوين مؤهلًا لمشروع استيطان الجنود. اختار قطعة أرض مساحتها 86 فدانًا في ستانهوب، على أرض كانت مرعى للأغنام سابقًا. كما هو الحال مع العديد من الجنود والمستوطنين الآخرين، لم يمتلك مكيوين المال في البداية ولا الخبرة اللازمة لإدارة المزرعة. أمضى عدة أشهر عاملًا في المزارع، ثم فعل ذات الشيء لاحقًا وعمل محملًا للسفن في ميناء ملبورن، وتمكن في نهاية المطاف من توفير ما يكفي من المال للعودة إلى ستانهوب وإنشاء مزرعته للألبان.
كانت ملكية مكيوين الجديدة جرداء تقريبًا، إذ لم يكن هناك سوى مبنى واحد قائم (كوخ صغير) ولم يكُن هناك أسوار أو مياه للري أو حقول. عانى هو وغيره من الجنود المستوطنين في منطقة ستانهوب من مصاعب عديدة في أوائل عشرينيات القرن العشرين، بما في ذلك الجفاف واجتياح الأرانب وانخفاض أسعار الحليب. اُرغم العديد منهم على التخلي عن ممتلكاتهم، ما أتاح للذين نجوا من توسيع ملكياتهم بأسعار رخيصة نسبيًا. في عام 1926، باع مكيوين ممتلكاته واشترى مزرعة أكبر في مكان قريب، وأطلق عليها اسم تشيلغالا. تحول من صناعة الألبان إلى تربية المواشي، وتمكن من توسيع ممتلكاته عن طريق شراء المزارع المهجورة من الحكومة. في أوج عطائها، بلغت مساحة تشيلغالا ثلاثة آلاف فدان واحتوت على 1800 رأس من الماشية. اشتهر مكيوين بكونه أحد أفضل المزارعين في المنطقة، وأصبح الجنود والمستوطنون الآخرون يعتبرونه متحدثًا باسمهم وزعيمًا لهم. مثّل مكيوين الجنود المستوطنين في اجتماعات مع مسؤولين حكوميين، وكان أمينًا عامًا لائتلاف مستخدمي المياه المحليين، الذي تولى حماية مصالح القائمين على عمليات الري. في عام 1923، شارك في تأسيس جمعية ستانهوب التعاونية للألبان، وانتُخب رئيسًا افتتاحيًا للشركة.

## المسيرة السياسية

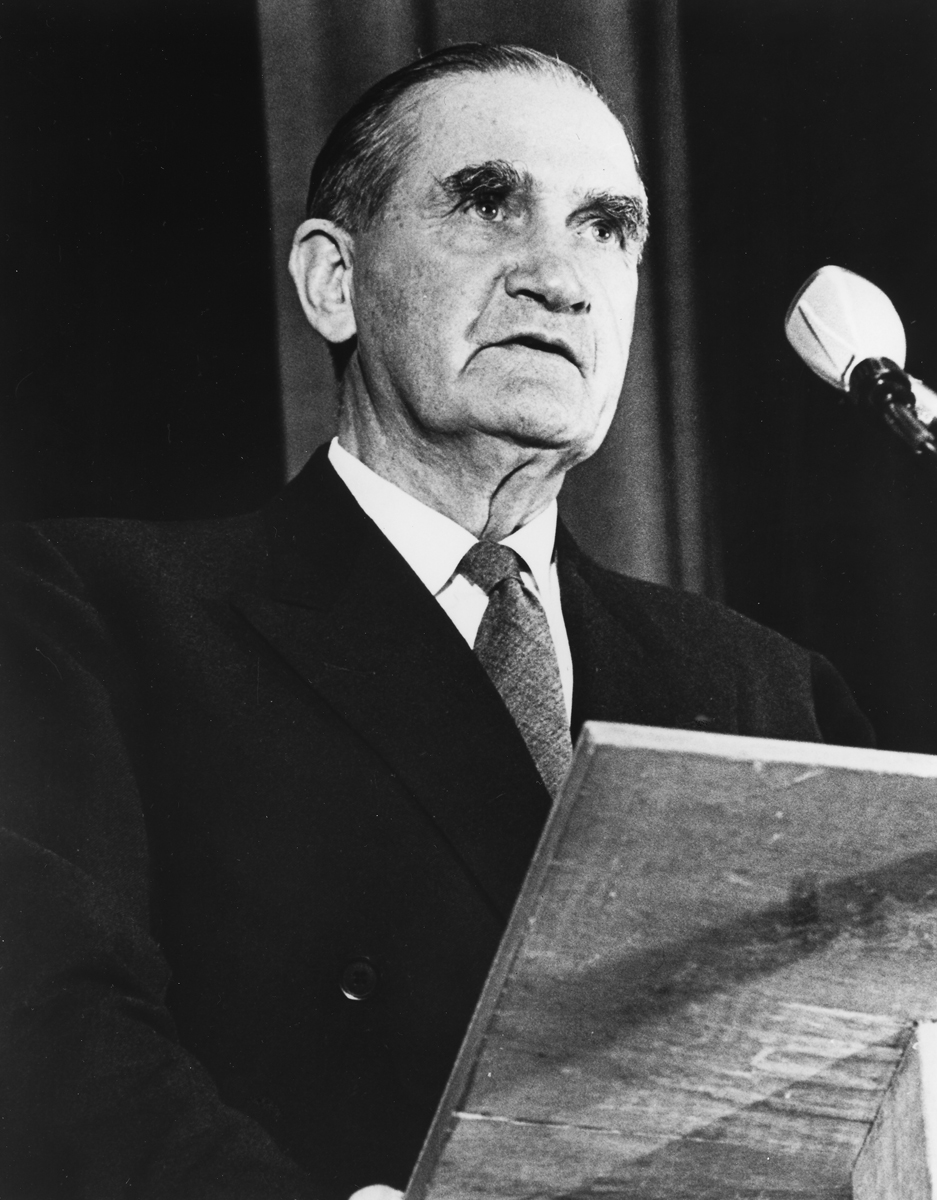
جون مكيوين

### الأعوام المبكرة
نشط مكيوين في منظمات المزارعين وفي حزب البلد. في عام 1934، انتُخب عضوًا في مجلس النواب عن شعبة إتشوكا. أُلغي هذا المقعد في عام 1937، وتبع مكيوين معظم ناخبيه في إيندي. أجرى تغييرًا آخر على المقاعد في عام 1949، عندما اقتُطعت شعبة موراي من الجزء الشمالي الغربي من إيندي ومكيوين هناك. بين عامي 1937 و1941، تولى منصبي وزير الداخلية ووزير الخارجية على التوالي ومنصب وزير الطيران ووزير الطيران المدني في الوقت ذاته. في عام 1940، حيث استقال آرتشي كاميرون من منصبه زعيمًا لحزب البلاد، تنافس مكيوين على قيادة الحزب ضد السير إيرل بيج، وكانت النتيجة التعادل، واختير آرثر فادن كحل وسط، وأصبح مكيوين نائبًا له.

### حكومات منزيس وهولت
في عام 1949، تولى حزب المحافظين مهمة إدارة الحكومة مجددًا في عهد روبرت مينزيس بعد ثمانية أعوام من المعارضة، وأصبح مكيوين وزيرًا للتجارة والزراعة، ثم أصبح وزيرًا للتجارة في عام 1956. أطلق عليه مينزيس لقب «جاك الأسود»، وذلك بسبب لون حواجبه الداكن، وطبيعته الكئيبة، ومزاجه المتقلب بين الحين والآخر. في حكومة مينزيس، اتبع مكيوين سياسة أصبحت تُعرف لاحقًا باسم المكيوينية، وهي سياسة لحماية الصناعة التحويلية من التعريفات الجمركية المرتفعة، وذلك كي لا تتحدى الصناعة استمرار ارتفاع التعريفات المفروضة على المواد الخام المستوردة، وكانت تلك السياسة مفيدة للمزارعين إلّا أنها دفعت بتكاليف الصناعة إلى الارتفاع. كانت هذه السياسة جزءًا لما أصبح يُعرف باسم «التسوية الأسترالية» التي أيدت ارتفاع الأجور والتنمية الصناعية واللامركزية والتدخل الحكومي في الصناعة (عادة ما امتلكت الحكومات الأسترالية البنوك وشركات التأمين والسكك الحديدية من خلال السياسات المصممة لمساعدة قطاعات معينة).